# 2,4,6-三甲基-1,3,5-二噻嗪烷
2,4,6-三甲基-1,3,5-二噻嗪烷是一种碱性杂环化合物，化学式为C6H13NS2。它最初由尤斯图斯·冯·李比希和弗里德里希·维勒于1847年将硫化氢通入乙醛氨三聚体的溶液，再结晶得到。